# Leszek Pawłowski (zoolog)
Leszek Kazimierz Pawłowski (ur. 1 października 1902 w Rudzie Pabianickiej, zm. 16 sierpnia 1980 w Pabianicach) – polski zoolog, profesor Uniwersytetu Łódzkiego, krajoznawca, działacz Polskiego Towarzystwa Turystyczno-Krajoznawczego (PTTK) w Pabianicach.

## Nauka, studia
Ukończył Szkołę Handlową Zgromadzenia Kupców w Łodzi, a następnie studiował na Wydziale Filozoficznym Uniwersytetu Warszawskiego w sekcji przyrodniczej, studia ukończył w 1926. Następnie już pracując odbył studia doktoranckie w Zakładzie Morfologii i Zoologii Systematycznej Uniwersytetu Warszawskiego, dyplom doktora uzyskał w 1932.

## Praca zawodowa
W 1926 rozpoczął pracę nauczyciela biologii w Seminarium Nauczycielskim w Pabianicach a od 1933 był jego dyrektorem. Seminarium rozwiązano w 1936 i wtedy zaczął pracę w Państwowym Gimnazjum i Liceum im. J. Śniadeckiego w Pabianicach. W latach 1937 – 1939 był wykładowcą w Pedagogium Nauczycielskim w Łodzi a w 1939 również w Oddziale Łódzkim Wolnej Wszechnicy Polskiej.

W czasie okupacji był przez 3 miesiące więziony w obozie na Radogoszczu.
Po wyzwoleniu wrócił do Pabianic, a pracę podjął w nowo powołanym w 1945 Uniwersytecie Łódzkim, gdzie po uzyskaniu habilitacji i tytułu profesora nadzwyczajnego prowadził zajęcia z zakresu zoologii ogólnej i ekologii zwierząt.

Przez wiele lat był członkiem Komitetu Zoologicznego Polskiej Akademii Nauk (PAN) oraz Rady Naukowej Instytutu Zoologicznego PAN.
W swym dorobku naukowym posiada ponad 100 publikacji, z których znaczną część stanowią prace z zakresu hydrofauny. Pochowany jest na cmentarzu komunalnym w Pabianicach.

## Pozazawodowa społeczna działalność krajoznawcza
Z działalnością turystyczno-krajoznawczą zetknął się jeszcze podczas nauki w Szkole Handlowej Zgromadzenia Kupców w Łodzi, tu wstąpił do Polskiego Towarzystwa Krajoznawczego (PTK) a w 1921 został przewodniczącym Międzyszkolnego Koła PTK. Działalność w PTK kontynuował w Pabianicach. Był członkiem założycielem Oddziału PTK (powstał 11 marca 1929, jego pierwszym prezesem został Kazimierz Staszewski – obecny patron oddziału), a w latach 1934 – 1936 został wybrany prezesem tego Oddziału. W 1935 był delegatem Oddziału Pabianickiego na Zjazd PTK w Warszawie.

W 1945 był w gronie działaczy PTK reaktywujących Oddział PTK w Pabianicach a następnie przez 2 lata był członkiem zarządu.
W kolejnych latach w pracach Oddziału uczestniczył sporadycznie, głównie jako prelegent.

## Odznaczenia i wyróżnienia
- Krzyż Kawalerski Orderu Odrodzenia Polski (1954)[2],
- Krzyż Komandorski Orderu Odrodzenia Polski,
- Złoty Krzyż Zasługi 1950)[3],
- Odznaka tytułu honorowego „Zasłużony Nauczyciel PRL”
- Honorowa Odznaka Województwa Łódzkiego i inne,